# トランス排除的ラディカルフェミニスト
トランス排除的ラディカルフェミニスト（トランスはいじょてきラディカルフェミニスト、英語: trans-exclusionary radical feminist）とはトランスジェンダーの権利の制限を主張（トランス女性の女性トイレ利用に対する法的制限やトランス女性の女子スポーツ競技への参加禁止等）する立場、または、ジェンダーは出生時に指定された性で決まるとした立場を取るラディカル・フェミニストのことを指す。
頭文字をとってTERF（ターフ）という略称でも呼ばれる。2008年にトランス包摂的ラディカルフェミニスト（trans-inclusive  radical feminst、または、trans-inclusionary radical feminist, TIRF）と区別するために造語。当初は文字通りラディカル・フェミニストの中でトランス女性へ排斥的な立場を採る人々を指したが、ラディカル・フェミニストどころかフェミニストでないにもかかわらず、トランス排除的な立場をとる人を広く指す言葉となっていることも度々ある。TERFを蔑称であるとする人達は、自己をジェンダークリティカル(英:gender-critical、GC)と称している。トランス排除的でフェミニストではない人のことをトランスフォビア（トランス嫌悪）を語源とするトランスフォーブと呼ぶこともある。

## 概要
2008年に作られ、トランスジェンダーの人の権利保障の世界的潮流の中で、トランス女性が法的性別変更しても女性とみなさなかったり、トランスジェンダーの権利の法制化（トランスジェンダー差別を禁止する法律整備や法的性別変更要件の緩和）に対して反対意見を主張したり、女性スペース（女性トイレ、更衣室、レイプ被害者保護施設やDVシェルターなど）へのトランス女性の立ち入りやそれを認める法律や施設にNOの声を上げる「フェミニスト」に対する批判的な言葉である。

### 語源
ターフ（TERF）という言葉は、シスジェンダー女性（身体性も性自認も女性の人）でトランス包摂的なラディカル・フェミニストであるヴィブ・スミスが2008年にブログで使ったことにより一般的になったというのが通説である。そのブログにおいてスミスは、ミシガン州の女性のための音楽祭がトランス女性の参加を拒否していることに対して、自身のようなトランス包括的・ラディカルフェミニストとトランス女性を排除するラディカル・フェミニスト（トランス排除的ラディカル・フェミニスト）を区別する必要性を説いた。スミスはターフ（TERF、トランス排除的ラディカル・フェミニスト）が蔑称であるとの批判に対しインタビューで「ターフは本来、フェミニストの一部の派閥を中立的で正確に描写する用語であった」と語っている。

## 言葉への賛否

### 用法についての議論
主に1960年代から80年代に主流であった第二波フェミニズムでは、トランスジェンダーはしばしば排除されてきた。しかしインターセクショナリティの概念が重要となった第三波フェミニズムを始め、特に第四波フェミニズムにおいてはトランスジェンダーの権利はフェミニズムにおける重要なテーマとなった。
現代において、全米女性同盟やプランド・ペアレントフッドなど多くの主要なフェミニスト団体においては、「トランス女性は女性である」という認識が主流派となっている。その考えを否定し、トランスジェンダーの権利をフェミニズムの問題と捉えず、また女性専用空間や、女性団体からのトランス女性の排除を主張することをトランス排除的という 。
そのようなフェミニズムにおいてトランスジェンダー差別と認識される思想を持つ少数派のフェミニストで、特にラディカルフェミニストを称する用語であったが、現在はより広義において、トランスジェンダー排除的、差別的な意見を持つ人を指す言葉として使われることもあり、必ずしもラディカルフェミニズムとの関連性はない。

### トランスジェンダー権利擁護派とＴＥＲＦ（ジェンダークリティカル）の対立
「トランス排除的ラディカルフェミニスト(TERF)」と呼ばれることを蔑称として拒否する人達の中には、自らをジェンダークリティカル(GC)と称する人たちがいる。
TERFという用語が蔑称であるとする根拠について、用語が侮蔑的な誹謗中傷として使われ、時に暴力的な文脈や女性蔑視的に使われていると主張する。トランス排除的ラディカルフェミニストが蔑称であるかどうかの学術的な合意は2018年時点では得られていない。
トランスジェンダー活動家・研究者のクリスタン・ウィリアムズは自身のウェブサイトでトランス排除的ラディカルフェミニストの定義について「本質主義への固執による生物学的決定論をもとに、トランスジェンダーの人々の存在・人権・参加を積極的に否定するラディカルフェミニストの一派」とした。
スミスによると、本来トランス排除的ラディカルフェミニストは「トランス女性を同胞（シスター）として認めない自称ラディカルなフェミニスト達」の呼称であったが、今はそれに加えて否定的な意味を含むようになったと認めた。また、時として一部の人を攻撃する武器として、排外主義者だけでなく包摂を唱える人たちにも使われるようになった。そのことにより、トランス排除的ラディカルフェミニストという用語の使用については賛否両論あるものの、現代のフェミニズムをめぐる議論において一般的な概念となっている。
トランスジェンダー女性やその支持者から、「トランス排除的ラディカルフェミニスト」と批判されている有名人として、J・K・ローリングなどがいる。J・K・ローリングは2019年にトランスジェンダー差別的と指摘されるマヤ・フォーステイターを支持したことから批判を受けるようになり、2020年にはメディアが「生理（月経）のある人」という言葉を使ったことに対して「Wumben? Wimpund? Woomud?」と揶揄したことでも非難を浴び、トランス女性が女性トイレや女性更衣室の利用をすることに反対し、自身の設立した性暴力被害者支援センターではトランス女性が利用できないように排除するなど、さまざまな言動がトランスジェンダー差別的であると批判を受け続けている。このJ・K・ローリングを擁護する論説を掲載したニューヨーク・タイムズに対して1000人近くの寄稿者が抗議する書簡を2023年に発表した。J・K・ローリングは自分もトランスジェンダー活動家からの「脅迫ツイート」を受けていると主張している。日本国内ではトランスジェンダー排除的な「主張」を作中で展開したため講談社から刊行を拒否されたとされる笙野頼子がいる。